# Oberschweinbach
Oberschweinbach är en kommun och ort i Landkreis Fürstenfeldbruck i Regierungsbezirk Oberbayern i förbundslandet Bayern i Tyskland.
Kommunen ingår i kommunalförbundet Mammendorf tillsammans med kommunerna Althegnenberg, Adelshofen, Hattenhofen, Jesenwang, Landsberied, Mammendorf och Mittelstetten.